# Radio International
 (août 2025).
Si vous disposez d'ouvrages ou d'articles de référence ou si vous connaissez des sites web de qualité traitant du thème abordé ici, merci de compléter l'article en donnant les références utiles à sa vérifiabilité et en les liant à la section « Notes et références ».
 (août 2025).
Radio International (en persan : رادیو انترناسیونال) est une station de radio en persan qui s'oppose au gouvernement iranien. Elle émet depuis la Suède et couvre l'Iran. Bien qu'elle se présente comme une indépendante, elle est l'organe du Parti communiste-ouvrier d'Iran.
Le slogan de la station est : « Voix de la Liberté, voix des travailleurs, voix de la Vérité et voix de l'Humanité ».